# Ferdinand Ier, roi de Naples
Cet article concerne le film. Pour le souverain, voir Ferdinand Ier (roi de Naples) ou Ferdinand Ier (roi des Deux-Siciles).
Pour plus de détails, voir Fiche technique et Distribution.
Ferdinand Ier, roi de Naples (Ferdinando I, re di Napoli) est un film franco-italien sorti en 1959. Il est réalisé par Gianni Franciolini, dont c'est le dernier film.

## Synopsis
En 1806, à Naples, Polichinelle, le masque populaire napolitain, sous prétexte de jouer pour le peuple, se moque du roi Ferdinand ( Peppino De Filippo ). Le souverain, en effet, mène une vie ennuyeuse. Il est entouré de sa femme Marie-Caroline qui le tourmente, de son fils François qui fait une crise de colère, du faux Monseigneur Caputo qui lui promet qu'il le fera canoniser, du premier ministre Tarantella qui porte malheur et du cocher Mimì qui veut le pousser à faire de la « bonne gouvernance ». Mais Ferdinando est détesté par son peuple et pour vaincre l’ennui, il se déguise en personnage de la populace et, sous le faux nom de Don Ferdinando Palermo, parcourt les ruelles de Naples pour se saouler, jouer et fréquenter les bordels. Un jour pourtant, deux journalistes anglais, un homme et une femme, arrivent dans la ville pour écrire un article sur le royaume de Naples.
Le roi Ferdinand, pour faire bonne impression, fait donner à tous les roturiers des mezze zita pour l'applaudir. Mais, alors qu'il se rend en calèche pour se rendre à l'inauguration de sa propre statue équestre dans le port, certains guappi décrochent leurs chevaux et traînent le char avec leurs mains, louant le roi. Mais, dès que la statue est découverte, une inscription contre le souverain composée par Polichinelle apparaît. Il continue d'être contre Ferdinand et accroche un message dans les rues disant que le roi a accordé la Constitution, ce qui n'est évidemment pas vrai. Le roi Ferdinand, déguisé en roturier et toujours sous un faux nom, tombe amoureux de Nannina ( Rosanna Schiaffino ), la fille plantureuse de Polichinelle qui est pourtant fiancée à Gennarino, un patriote qui écrit des chansons satiriques pour son père. Nannina fait semblant d'aimer Ferdinand, ne sachant pas qu'il est le roi, provoquant ainsi la jalousie de Gennarino.
A Naples, une chanson circule contre le souverain qui exaspère Ferdinand. Il charge le ministre Tarantella de trouver qui l'a écrite afin de le faire pendre. Le journaliste anglais découvre que le roi se déguise en roturier et prépare un article l'appelant "King Lazzarone » (autrement dit Roi fainéant). Gennarino écrit une lettre aux patriotes romains avec le nom de celui qui a diffusé la chanson - Polichinelle - qui finit par hasard dans les poches de Don Ferdinando Palermo.
Un soir, le roi Ferdinand se rend avec ses soldats au théâtre pour arrêter Polichinelle : Nannina et Gennarino, présents à l'arrivée du souverain, découvrent avec surprise que ce peuple était en réalité le roi du royaume des Deux-Siciles. Mais un ancien prisonnier apporte la nouvelle que Napoléon Bonaparte a de nouveau envahi le Royaume et que la famille royale a déjà fui le palais. Puis Ferdinando s'enfuit de Naples, avec le cocher Mimì, à bord de sa voiture tandis que Polichinelle, Nannina, Gennarino et tout le peuple célèbrent la fuite du roi Lazzarone.

## Fiche technique
Sauf indication contraire, les informations mentionnées dans cette section peuvent être confirmées par la base de données cinématographiques IMDb,  présente dans la section « Liens externes ».
- Titre français : Ferdinand Ier, roi de Naples ou Ferdinand, roi de Naples[1]
- Titre original italien : Ferdinando I, re di Napoli[2]
- Réalisation : Gianni Franciolini
- Scénario : Pasquale Festa Campanile, Massimo Franciosa
- Photographie : Mario Montuori
- Montage : Mario Serandrei
- Musique : Angelo Francesco Lavagnino dirigé par Carlo Savina
- Décors : Flavio Mogherini, Gino Brosio
- Costumes : Dario Cecchi, Maria Barony
- Maquillage : Franco Freda
- Production : Aldo Pomilia, Silvio Clementelli (it)
- Société de production : Société Générale de Cinématographie (Paris), Titanus (Rome)
- Pays de production :  Italie -  France
- Langue de tournage : italien
- Format : Couleur par Eastmancolor - Son mono - 35 mm
- Durée : 105 minutes (1 h 45[2])
- Genre : Comédie
- Dates de sortie :
  - Italie : 22 décembre 1959
  - France : 1961[1]

## Distribution
- Peppino De Filippo : Roi Ferdinand Ier
- Eduardo De Filippo : Polichinelle
- Renato Rascel : Mimì
- Nino Taranto : Le Premier ministre Tarantella
- Vittorio De Sica : Monseigneur Salvatore Caputo
- Aldo Fabrizi : Un paysan
- Rosanna Schiaffino : Nannina
- Marcello Mastroianni : Gennarino
- Jacqueline Sassard : Cordelia
- Leslie Phillips : Le journaliste anglais
- Audrey McDonald : Reine Marie-Caroline
- Marcello Paolini : Prince François
- Giacomo Furia : don Ciccillo
- Titina De Filippo : Titina
- Angela Luce : La femme de chambre
- Memmo Carotenuto : Le facteur
- Nino Vingelli : Le joueur de carte
- Pietro De Vico : Le joueur à la loterie
- Antoinette Weynen : Comtesse di Carditello
- Dante Maggio : Le gendarme
- Anna Campori : La joueuse à la loterie
- Gigi Reder : La sentinelle
- Mario Passante : Le ministre de la guerre
- Carletto Sposito : L'agitateur politique
- Ignazio Balsamo : Le geôlier
- Enzo Maggio : Gigetto

## Production
Le film a été tourné dans les usines Titanus. Les intérieurs de la Cour ont été tournés au Palais Royal de Caserte.

## Titre incorrect
Le titre du film n'est pas historiquement correct. En fait, ce fut Ferdinand Ier d'Aragon, roi de Naples de la maison Trastámara, le premier souverain nommé Ferdinando à régner sur Naples et donc le vrai Ferdinand Ier, roi de Naples, régna de 1458 à 1494.
En l'année 1806, au cours de laquelle se déroule le film, le royaume de Naples et le royaume de Sicile constituaient encore deux couronnes formellement distinctes même si tous deux étaient gouvernés par le même souverain Ferdinand de Bourbon.
Pour cette raison et à la suite de la numérotation différente dérivant des histoires séparées des deux royaumes, le souverain avait deux noms distincts : Ferdinand IV de Naples et Ferdinand III de Sicile.
Ce n'est qu'en 1816, après le Congrès de Vienne, que le royaume de Naples et le royaume de Sicile furent formellement supprimés et réunis en une seule entité étatique, à laquelle le roi Ferdinand de Bourbon lui-même donna le nom de royaume des Deux-Siciles. En même temps, le roi déposa les deux noms séparés en prenant le nom unifié de Ferdinand Ier, roi des Deux-Siciles.
Par conséquent, le titre historiquement correct du film aurait plutôt dû être Ferdinand IV, roi de Naples.